# 831 (numero)
Ottocentotrentuno (831) è il numero naturale dopo l'830 e prima dell'832.

## Proprietà matematiche
- È un numero dispari.
- È un numero composto con 4 divisori: 1, 3, 277, 831. Poiché la somma dei suoi divisori (escluso il numero stesso) è 281 < 831, è un numero difettivo.
- È un numero semiprimo.
- È un numero congruente.
- È un numero fortunato.
- È un numero malvagio.
- È un numero intero privo di quadrati.
- È un numero nontotiente in quanto dispari e diverso da 1.
- È un numero palindromo nel sistema posizionale a base 5 (11311).
- È parte delle terne pitagoriche (345, 756, 831), (831, 1108, 1385), (831, 38360, 38369), (831, 115092, 115095), (831, 345280, 345281).

## Astronomia
- 831 Stateira è un asteroide della fascia principale del sistema solare.
- NGC 831 è una galassia a spirale della costellazione della Balena.

## Astronautica
- Cosmos 831 è un satellite artificiale russo.

## Altri ambiti
- La Bundesautobahn 831 è una breve autostrada tedesca.
- Le locomotive gruppo 831 erano un piccolo gruppo di locotender a vapore delle Ferrovie dello Stato.